# Kasuga-zukuri

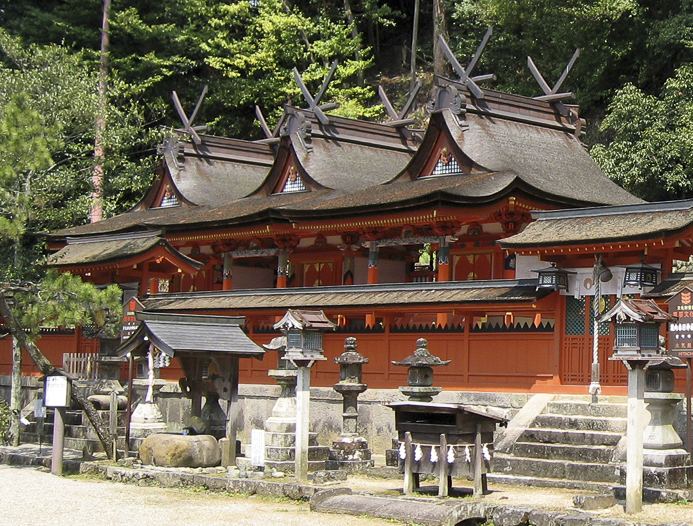
Le honden de Uda Mikumari-jinja, à Kami-gū, est constitué de trois bâtiments Kasuga-zukuri réunis.

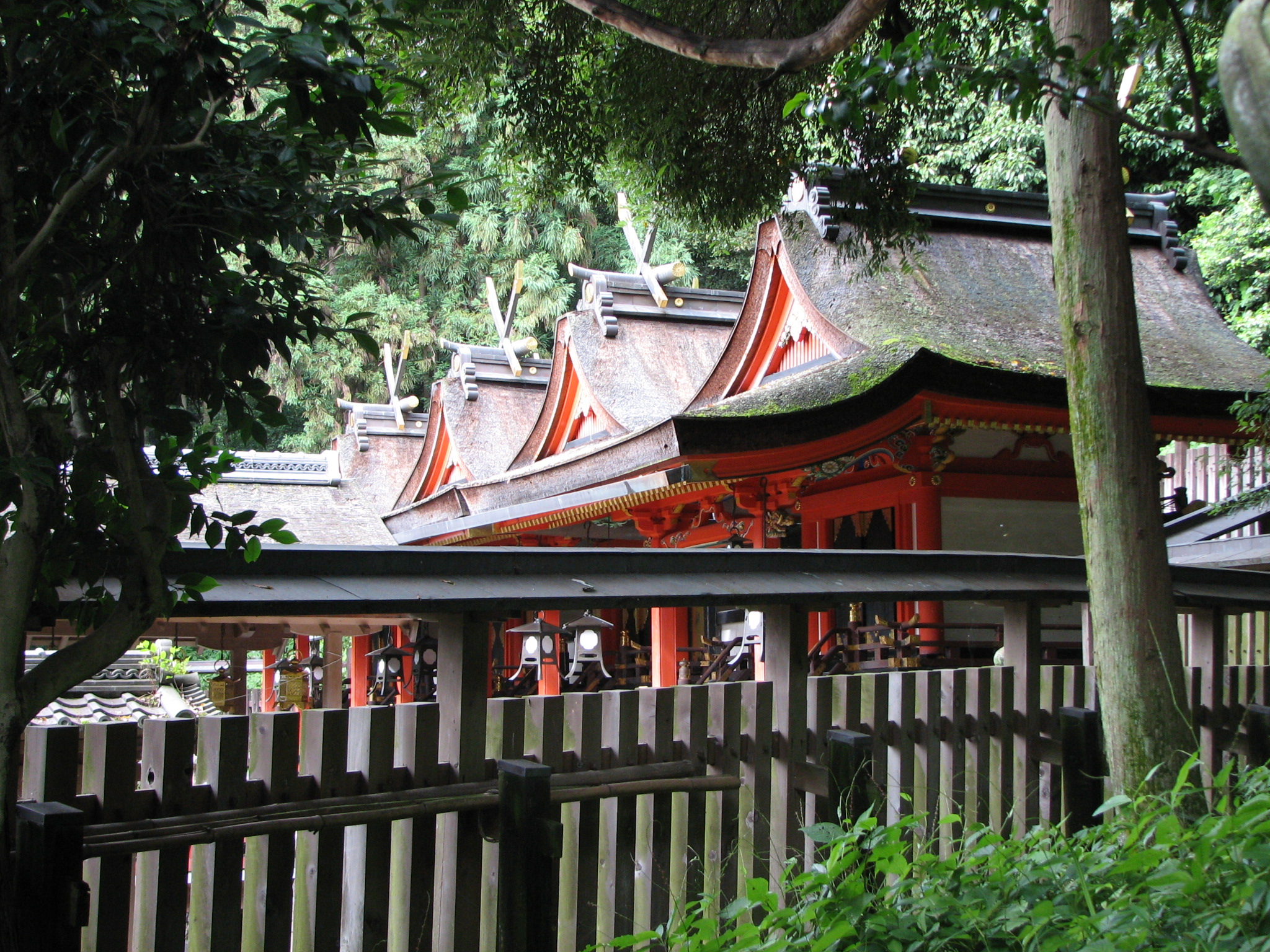
Le honden du sanctuaire Hiraoka.

Le Kasuga-zukuri (春日造) est un style architectural traditionnel de sanctuaire shinto qui tient son  nom du honden de Kasuga Taisha. Il est caractéristique d'un bâtiment dont la taille est juste de 1 × 1 ken et dont l'entrée située sous le pignon est couverte par une véranda,. Dans le cas de Kasuga-taisha, le honden mesure juste 1,9 m × 2,6 m.
Les structures de soutien sont peintes en vermillon tandis que les murs de planches sont de couleur blanche. Ce style prévoit une structure tsumairi (aussi appelée tsumairi-ukuri (妻入・妻入造), c'est-à-dire que l'entrée principale du bâtiment est située du côté du pignon.
Le toit à pignon (kirizuma yane (切妻屋根)), décoré de poteaux purement ornementaux appelés chigi (vertical) ou katsuogi (horizontal), est recouvert d'écorce de cyprès.
Après le nagare-zukuri, le Kasuga-zukuri est le plus courant des styles de sanctuaire shinto. Cependant, alors que le premier est commun dans tout le Japon, les sanctuaires avec un honden Kasuga-zukuri se trouvent principalement dans la région du Kansai autour de Nara.
Si un chevron diagonal (un sumigi (隅木)) est ajouté pour soutenir le portique, le style est appelé sumigi-iri Kasugazukuri (隅木入春日造).

## Kasuga-zukurietnagare-zukuri
Bien que superficiellement complètement différent, le style nagare-zukuri partage une origine commune avec le second style le plus populaire au Japon, le Kasuga-zukuri.
Ces deux styles ont en commun l'utilisation de piliers établis sur une fondation en forme de croix double et un toit qui s'étend sur l'entrée principale, couvrant ainsi une véranda. Le Kasuga-zukuri est le seul style tsumairi à posséder cette caractéristique. La configuration des fondations est typique des sanctuaires temporaires construits pour être régulièrement déplacés. Cela montre que les sanctuaires Kamo-jinja et Kasuga-taisha de style nagare-zukuri étaient dédiés à un culte de la montagne et qu'ils devaient être déplacés pour suivre les mouvements des kamis. 
Les deux styles ont également en commun une véranda devant l'entrée principale, ce qui rend probable qu'ils ont évolué à partir d'un simple toit à deux versants.